# 잇쿠촌
잇쿠촌(일본어: 一宮村)은 일본 고치현 도사군에 있던 촌이다. 현재의 고치시의 북동일대에 해당한다.

## 역사
- 1889년 4월 1일 - 정촌제 시행에 의해 4촌의 구역으로 성립하였다.
- 1942년 6월 1일 - 고치시에 편입, 동일 잇쿠촌은 폐지되었다.

## 교통

### 철도
- 철도성
  - 도산선

## 참고 문헌
- 角川日本地名大辞典編纂委員会,『角川日本地名大辞典 39 高知県』1983, 角川書店